# تشفتاب برميون (لوداب)
تشفتاب برمیون (بالفارسية: چفتآب برمیون) هي قرية تقع في إيران في قسم لوداب الريفي. يقدر عدد سكانها بـ 16 نسمة بحسب إحصاء 2016.